# Tritagonista
En literatura, el tritagonista o personaje principal terciario (del griego antiguo: τριταγωνιστής, tritagōnistḗs, tercer actor) es el tercer personaje más importante de una narrativa, después del protagonista y deuteragonista. En el antiguo drama griego, el tritagonista era el tercer miembro de la trupe de actores.
Como personaje, un tritagonista puede actuar como instigador o causante de los sufrimientos del protagonista. A pesar de ser a veces el personaje menos simpático del drama, él o ella en ocasiones también puede mostrar piedad y simpatía por el protagonista.

## Historia
La parte del tritagonista emergió de formas anteriores del drama de dos actores. Cuando dos actores solo permitían a un personaje principal y su adversario, mover el papel del adversario a un tercer actor (el tritagonista) permitía que el segundo actor (el deuteragonista) desempeñara papeles como confidente o ayudante del personaje principal y, así, extraer mayor profundidad de carácter del personaje principal haciendo que el protagonista explique sus sentimientos y motivaciones a un oyente en el escenario. Como las recitaciones teatrales de la Grecia Antigua eran parcialmente melódicas, el papel del tritagonista normalmente iba hacia un intérprete con una voz de registros bajos (en comparación con el protagonista como tenor y el deuteragonista como barítono).
Entre los notables actores de la Antigua Grecia que trabajaron en ese papel se incluyen al orador Esquines, que fue detenido por Demóstenes por haber sido un tritagonista sin talento, y Myniscus, que era tritagónista en las obras del dramaturgo Ésquilo.
En algunas formas de teatro griego, era tradicional que el tritagonista entrara en el escenario por la izquierda.